# مشاع عشایری مختار پورحاجبی
مشاع عشایری مختار پورحاجبی یک منطقهٔ مسکونی در ایران است که در دهستان اسماعیلی واقع شده‌است. مشاع عشایری مختار پورحاجبی ۹۵ نفر جمعیت دارد.